# Observatoire astronomique d'Ulugh Beg
L'observatoire astronomique d'Ulugh Beg est un observatoire édifié au début du XVe siècle à Samarcande par le gouverneur de cette ville, le prince-astronome Ulugh Beg.

## Histoire
Vers 1429, Ulugh Beg inaugura à Samarcande un observatoire astronomique ; il y travailla et enseigna avec quelque soixante-dix mathématiciens et astronomes, dont Qadi-zadeh Roumi, al-Kachi et Ali Quchtchi, aboutissant à la publication des tables sultaniennes (zij-e soltâni en persan), dont la précision resta inégalée pendant deux siècles. Après la mort d'Ulugh Beg, Ali Quchtchi partit avec une copie des tables sultaniennes à Tabriz, puis à Constantinople, d'où elles atteignirent l'Europe.
Cet observatoire reprenait les plans d'un précédent observatoire, celui de Nasir ad-Din at-Tusi, qui s'élevait à Maragha en Iran au XIIIe siècle et dont Ulugh Beg avait peut-être vu les ruines.

## Instruments d'observation

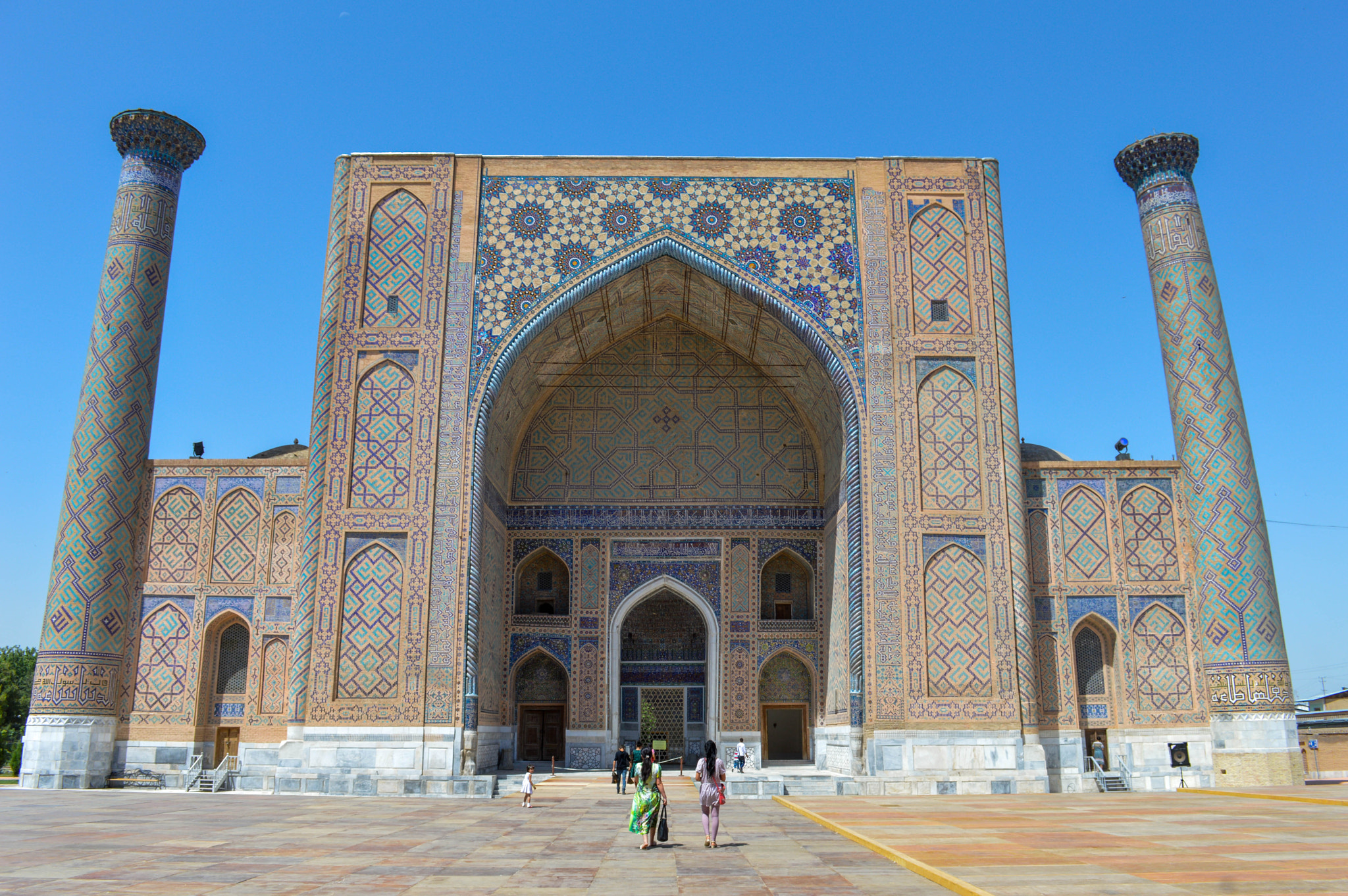
La madrasa Ulugh Beg était un important centre d'étude astronomique en Asie centrale.

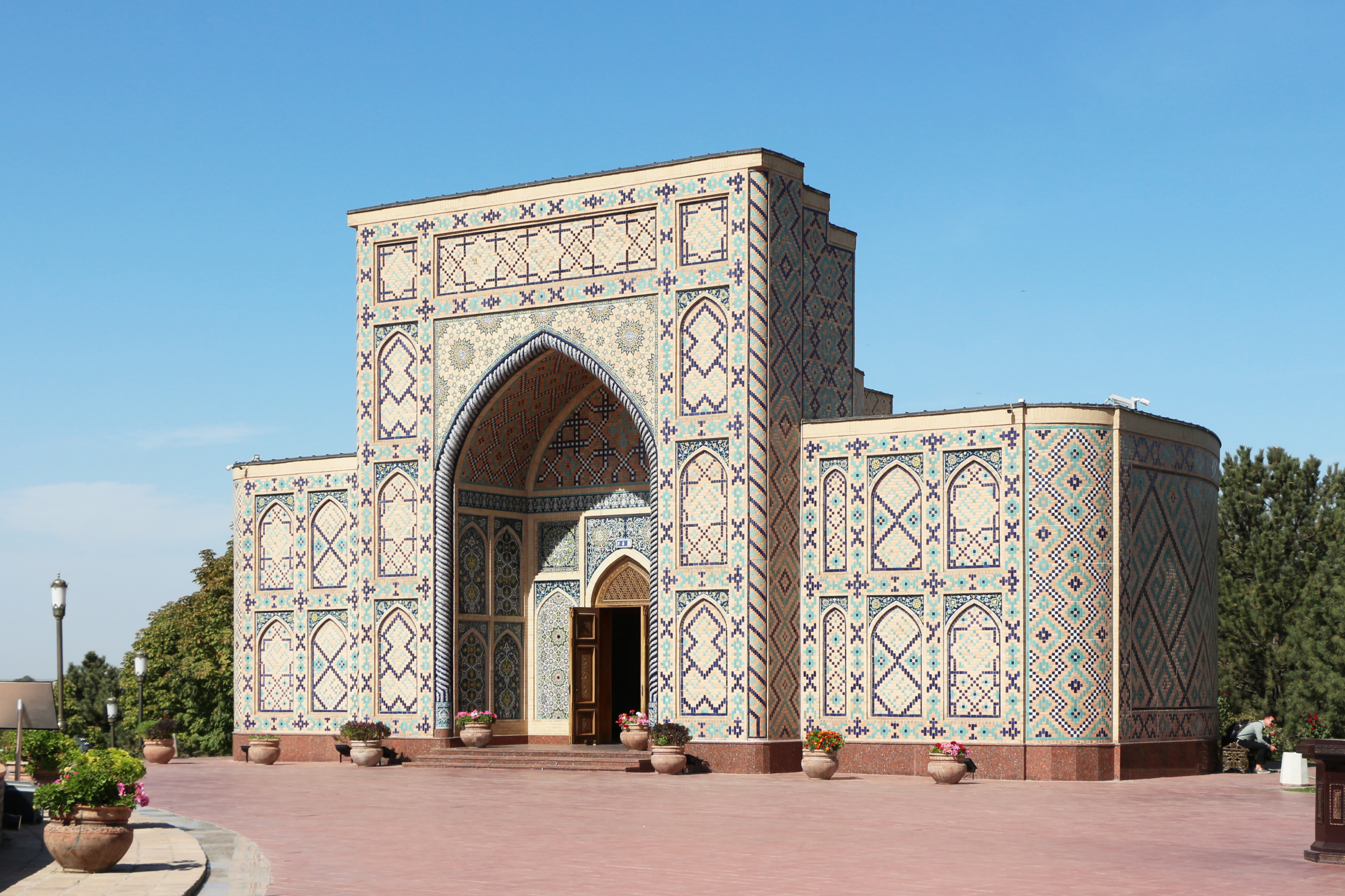
Musée de l'observatoire.

En 1420, l'astronome Ulugh Beg construit à Samarkand une madrasa, connue sous le nom de madrasa Ulugh Beg, devenue un centre majeur d'études astronomiques. Le savant y invite des étudiants pour s'y former et y travailler. Cette madrasa acquiert un grand prestige, comptant à son apogée plus de soixante astronomes en activité. La construction de l'observatoire commence en 1424, pour s'achever cinq ans plus tard. Beg confie la responsabilité du nouvel observatoire à son adjoint Ali Qushji, qui reste en poste jusqu'à l'assassinat d'Ulugh Beg. D'autres astronomes notables y ont fait des observations de mouvements célestes, comme Qāḍīzāda al-Rūmī et Jamshid Kashani.

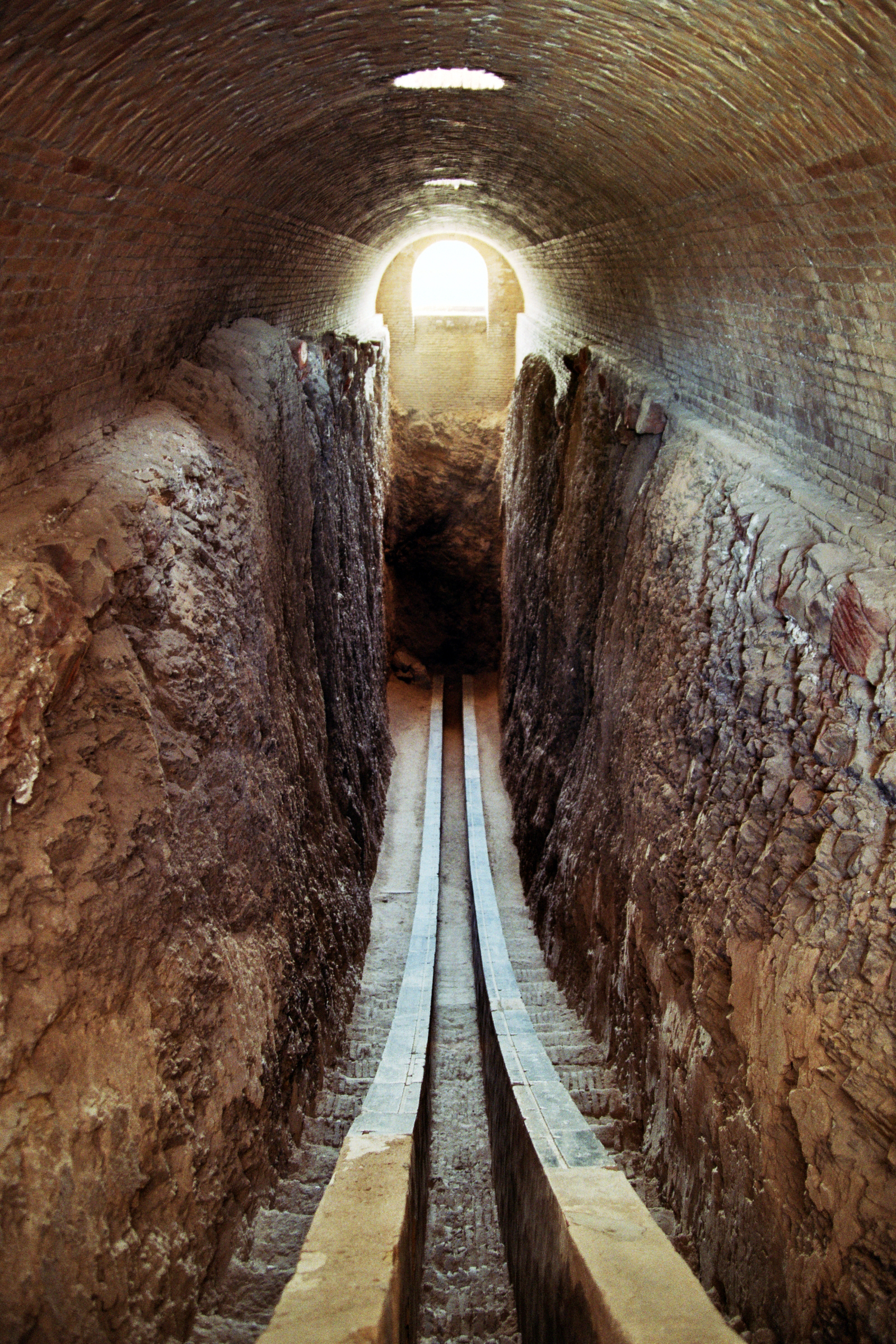
La tranchée. À l'époque d'Ulugh Beg, ces murs étaient recouverts de marbre brillant.

Malgré cela, l'observatoire est détruit par des fanatiques religieux en 1449 et n'a été redécouvert qu'en 1908 par l'archéologue ouzbek-russe de Samarkand Vassily Lavrentyevich Vyatkin, grâce à des documents décrivant son emplacement.
En travaillant sur les fouilles, Vyatkin retrouve l'un des instruments astronomiques les plus importants de l'observatoire : un grand arc utilisé pour déterminer midi exact. Une tranchée d'environ deux mètres de large a été creusée dans une colline le long de la ligne méridienne où l'arc était tracé. Aujourd'hui, une base circulaire montre un croquis de la structure d'origine et l'entrée de la partie souterraine restante du sextant Fakhri, aujourd'hui couverte. Le sextant mesurait onze mètres de long et trois étages de haut, mais a été construit sous terre pour le protéger des tremblements de terre. Gradué sur toute sa longueur, c'était le plus grand cadran de l'époque, avec un rayon de 40,4 m. Le rayon de l'arc méridien était, selon Abd Al-Rahman Al Sufi, un astronome turc contemporain, d'environ 50 m et sa hauteur était la même que le dôme de Sainte-Sophie à Constantinople. Il servait à l'observation du Soleil, de la Lune et d'autres corps célestes. Avec d'autres instruments tels qu'une sphère armillaire et un astrolabe, les astronomes travaillant à Samarcande pouvaient déterminer le midi de chaque jour en fonction de la hauteur du Soleil de midi, de la distance au zénith et de la déclinaison.
En 1437, les savants utilisant l'observatoire avaient mis au jour les tables Ilkhanides. Ces tables astronomiques sont restées en usage de 1260 à 1270, sur la base des données recueillies à l'observatoire de Maraghe. Les observations à Samarcande ont donné de précieuses tables de sinus et de tangentes et les tables sultaniennes, qui ont répertorié des paramètres planétaires améliorés et les coordonnées de 1 018 positions d'étoiles. Ce fut l'un des premiers ouvrages à apporter quelque chose de plus qu'une mise à jour des travaux de Ptolémée ou d'Abd Al-Rahman Al Sufi. De fait, Ulugh Beg et ses savants ont trouvé de nombreuses erreurs dans les travaux précédents, comme ils l'ont expliqué dans leur préface, où ils se proposent de « déterminer les emplacements des étoiles fixes en latitude et longitude ».
Ces découvertes et les recherches menées à l'observatoire ont été très importantes pour permettre aux astronomes de prévoir les éclipses, calculer l'heure du lever du soleil et la hauteur maximale d'un corps céleste. Les installations ont permis à Ulugh Beg et son équipe de calculer une année stellaire de 365 jours, 6 heures, 10 minutes et 8 secondes, à peine 1 minute de plus que les calculs électroniques modernes. Malgré la destruction de l'observatoire en 1449, l'étude astronomique s'est poursuivie à Samarcande pendant encore soixante-quinze ans,.

## Postérité
Ulugh Beg s'était fait des inimitiés en donnant plus de poids à l'observation qu'au témoignage d'Aristote. Il avait fait scandale avec une fête, à l'occasion de la circoncision de son fils, où il y avait du vin. Mais ce n'est qu'après son assassinat (1449) que des intégristes eurent une occasion de raser l'observatoire. Il ne fut redécouvert qu'en 1908 par V. L. Vyatkine, lequel avait fait de cette recherche l’œuvre de sa vie et est enterré sur les lieux. L'archéologue V. A. Chichkine y a longtemps travaillé.
L'héritage le plus direct de l'observatoire de Samarcande s'observe dans les cinq observatoires construits en Inde par Jai Singh II.
En 1970, un musée est inauguré en l'honneur d'Ulugh Beg ; on y conserve des copies des tables sultaniennes et de leurs traductions.
En 1977, l'astronome Vladimir Petrovitch Chtcheglov (ru) fait paraître une étude portant sur la dérive des continents et fondée sur la comparaison entre la position actuelle du méridien et celle fournie par les ruines du sextant de l'observatoire.